# 幌満鉱
幌満鉱 （ほろまんこう・Horomanite）とは、鉱物（硫化鉱物）の1つ。結晶系は正方晶系。化学組成は Fe6Ni3S8。

## 成分・種類
幌満鉱は鉄とニッケルを含む硫黄の化合物である。金属元素と硫黄の比率は8:9であり、その組成はペントランド鉱 (Pentlandite・Fe4.5Ni4.5S8) と良く似ており、ペントランド鉱グループに属すると考えられる。しかしペントランド鉱が等軸晶系なのに対し、幌満鉱は正方晶系と結晶系が異なる。また、ペントランド鉱は鉄とニッケルの比率が1:1なのに対し、幌満鉱は1:3である。また、様似鉱や苣木鉱と異なり銅は必須成分ではない。
幌満鉱と似た鉱物で未だ承認されていない種として、2002年に中華人民共和国遼寧省で発見されたゴドレフスキー鉱 (Godlevskite) の同質異像に相当する (Ni,Fe)9S8 の組成を持つ UM2002-26-S:FeNi 、および中華人民共和国チベット自治区で発見された (Ni,Fe,Cu,Rh,Ir)11S9 の組成を持つ UM2007-27-S:CuFeIrNiRh がある。

## 産出地
幌満鉱は、原産地である北海道様似町 にある幌満橄欖岩でのみの発見報告であったが、2016年には山口県萩市産出の高山斑れい岩からの発見が報告された。

## 性質・特徴
幌満鉱はペントランド鉱、トロイリ鉱 (Troilite)、ヒーズルウッド鉱 (Heazlewoodite) 、斑銅鉱 (Bornite) 、タルナック鉱 (Talnakhite)、自然銅 (Copper) と共に産出する。また、幌満鉱と成分が似る鉱物として、様似鉱 (Samaniite・Cu2(Fe,Ni)7S8) と苣木鉱 (Sugakiite・Cu(Fe,Ni)8S8) がある。前記した硫化鉱物の中に混ざっていることもあれば、幌満鉱・様似鉱・苣木鉱の3種の混合状態のものが単独の粒で存在する場合もある。
幌満鉱やそれを含む硫化鉱物の粒は、橄欖岩中の橄欖石や輝石の隙間を満たす状態で産する。そのため幌満鉱は粒状から時として劈開のない半自形結晶で産するが、最大でも0.05mmと極端に小さく、大抵は顕微鏡スケールの話であり、肉眼では見えない。
幌満鉱の密度は6.45g/cm3であり、様似鉱や苣木鉱と比べて大きな値を持つ。
|               |               | 幌満鉱           | 様似鉱        | 苣木鉱       | ペントランド鉱 |
| ------------- | ------------- | ---------------- | ------------- | ------------ | -------------- |
| 結晶系        | 結晶系        | 正方晶系         | 正方晶系      | 正方晶系     | 等軸晶系       |
| 空間群        | 空間群        | P4/mmm           | P42/mnm       | P42/mnm      | Fm3m           |
| 化学組成      | 化学組成      | (Fe,Ni,Co,Cu)9S8 | Cu2(Fe,Ni)7S8 | Cu(Fe,Ni)8S8 | Fe4.5Ni4.5S8   |
| 密度 (g/cm3)  | 密度 (g/cm3)  | 6.45             | 4.89          | 4.76         | 5.07           |
| 硬度 (kg/cm3) | 硬度 (kg/cm3) | 125 - 145        | 120 - 140     | 130 - 170    | 140 - 150      |
| 格子定数      | a (Å)         | 8.707(1)         | 10.089(1)     | 10.566(5)    | 10.038(1)      |
| 格子定数      | c (Å)         | 10.439(6)        | 10.402(1)     | 9.749(8)     |                |
| 格子定数      | c/a           | 1.1994           | 1.0306        | 0.9227       |                |
| 格子定数      | V (Å3)        | 791.4(4)         | 1058.9(2)     | 1088.4(14)   | 1011.4(3)      |
| 反射率 (%)    | 436nm         | 34.7 - 37.8      | 27.1 - 29.6   | 25.6 - 31.9  | 38.4           |
| 反射率 (%)    | 497nm         | 40.0 - 43.2      | 34.4 - 37.9   | 29.9 - 36.1  | 44.1           |
| 反射率 (%)    | 546nm         | 43.2 - 46.4      | 38.9 - 43.6   | 33.2 - 39.1  | 47.3           |
| 反射率 (%)    | 586nm         | 45.4 - 48.5      | 44.9 - 49.8   | 36.1 - 41.5  | 49.5           |
| 反射率 (%)    | 648nm         | 47.8 - 50.7      | 42.2 - 46.9   | 39.3 - 44.3  | 51.9           |

## サイド・ストーリー
様似鉱は1998年に北風嵐によって研究された、北海道様似町にある幌満峡に分布する幌満橄欖岩の中から発見された日本産新鉱物である。幌満鉱は苣木鉱および様似鉱と共に発見されたが、苣木鉱がこの2つに先駆けて2005年に独立種として承認され、幌満鉱は苣木鉱と共に2007年に独立種として承認された。名称は原産地の幌満峡に因む。
産地の幌満峡付近はアポイ岳ジオパークに指定されており、サンプルの採集は制限されている。